# Georges Pioch
Georges Pioch (né à Paris 2e le 9 octobre 1873 et mort à Nice le 27 mars 1953) est un journaliste et un homme politique français.
En 1921, il est élu suppléant au Comité directeur du Parti communiste (PC). Exclu du PC en 1923, il était devenu, cette même année, secrétaire général de l'Union sociale-communiste, puis, en 1931, président de la Ligue internationale des combattants de la paix. 

## Biographie
- 1886 : à partir de cette date, il fait paraître plusieurs recueils de poèmes au Mercure de France.
- 1900 : il devient critique théâtral et littéraire au Libertaire.
- 1904 : il adhère à l'Association internationale antimilitariste (AIA), dès la fondation de celle-ci. En novembre, il rédige le manifeste destiné aux conscrits, Paroles à ceux qui vont souffrir, publié dans l'Action antimilitariste. Enfin, il publie son premier roman : L'Impuissance d'Hercule.
- 1910 : il devient rédacteur en chef de Gil Blas.
- 1914 : il devient rédacteur en chef des Hommes du jour
- 1915 : il rejoint la SFIO.
- 1917 : il est l'un des fondateurs du Journal du peuple
- 1918 : à la création du Club du Faubourg, il en est le principal orateur.
- 1919 : il collabore à l'Internationale, se rapproche du Comité de la IIIe Internationale et milite au Comité de la Société des amis du peuple russe.
- 1920 : il est signataire de l'« Appel aux socialistes », qui paraît dans le Bulletin communiste. Au printemps, il est élu secrétaire fédéral de la Fédération de la Seine du PC-SFIC. Durant l'été, il assure le secrétariat du Comité d'action pour la libération des emprisonnées du « complot ».
- 1921 : il est élu meilleur orateur pour « l'éloquence sociale » et second « Prince du Verbe ». En décembre, lors du congrès de Marseille du Parti Communiste-SFIC, il est élu suppléant au Comité directeur et nommé à la sous-commission d'administration et de propagande. Lors du congrès fédéral de la Seine, qui avait précédé le congrès national, il avait attaqué verbalement Boris Souvarine, partisan de l'Internationale communiste (IC). Cette même année, il devient membre de la Ligue des droits de l'homme.
- 1922 : au Comité exécutif de l'IC, Léon Trotsky s'en prend vigoureusement au pacifisme de Pioch. En août, ce dernier perd son poste de secrétaire fédéral de la Seine. En novembre, Trotsky exige la renonciation à l'appartenance, notamment, à la Ligue des droits de l'homme. En décembre, Pioch est exclu de L'Humanité, où il est collaborateur littéraire. Dans une lettre adressée au principal dirigeant de l'IC, Zinoviev, l'envoyé de l'IC en France écrit que Pioch « ridiculise le parti ».
- 1923 : Pioch est exclu du PC-SFIC. En avril, il devient secrétaire général de l'Union socialiste-communiste (USC).
- 1924 : l'USC s'étiolant, Pioch se consacre au journalisme (collaborant, notamment, à Paris-Soir ) et à la propagande pacifiste.
- 1926 : il signe « L'Appel aux consciences ».
- 1927 : il collabore au Réfractaire.
- 1928 : il appartient au Comité de défense des victimes du  fascisme; signe « L'Appel au bon sens ».
- 1930 : il devient membre du Comité central de la Ligue des droits de l'homme.
- 1931 : il devient président de la Ligue internationale des combattants de la paix (LICP) et entame une tournée de deux mois pour cette organisation.
- 1932 : il n'obtient pas le ralliement de la LICP au congrès d'Amsterdam.
- 1933 : il est réélu au Comité directeur de la LICP.
- 1934 : il collabore au Barrage, organe de la LICP.
- 1935 : il participe à la constitution des Amis des travailleurs étrangers.
- 1936 : il entre au comité d'honneur du Comité de vigilance des intellectuels antifascistes (CVIA) et entre à Radio-Coloniale.
- 1937 : il démissionne de son mandat à la Ligue, lui reprochant de ne pas condamner assez fermement les procès de Moscou[1]. Il s'exprime dans la Flèche .
- 1938 : à Radio-Coloniale, il fait des émissions pacifistes à des heures de grande écoute et participe au Centre syndical d'action contre la guerre.
- 1939 : il participe au Centre de liaison contre la guerre.
- 1942 : depuis 1940 jusqu'à cette date, il tient la chronique littéraire et musicale de L'Œuvre de Déat qui indiquera qu'à partir de 1941, il ne se passait pas une semaine sans que Pioch soit dénoncé « comme juif ou franc-maçon »[2].
- 1943 : il écrit : « j'avoue mon renoncement, c'est fini, que les hommes accomplissent sans moi leur destinée ».

## Source
- Dictionnaire biographique du mouvement ouvrier français, Les Éditions de l'Atelier, 1997.
- Simon Epstein, Les Dreyfusards sous l'Occupation, éd. Albin Michel, 2001.